# Луань (фамилия)
Луань (Luan) — китайская фамилия (клан). Значение иероглифа — «близнецы». Традиционное написание — 欒.
243-я фамилия в древнекитайском мнемоническом списке «Байцзясин» («Сто фамилий»), на 2008 год — на 226 месте по распространённости (около 360 тысяч человек).

## Известные Луань 栾
- Луань Да (栾大; ? — 112 до н. э.) — китайский шаман, убедивший императора У-ди, что сможет открыть ему тайну бессмертия. Получил на представительские цели для контакта с бессмертными «пол царства» и принцессу в жёны, но вышел из доверия и был мученически казнён.
- Луань Цзинь (栾劲; 1958 г.р.) — китайский бадминтонист.
- Луань Цзюйцзе (栾菊杰; 1958 г.р.) — китайская и канадская фехтовальщица.
- Луань Бо (栾波; 1965 г.р., Харбин) — китайская фигуристка и тренер.
- Луань Чжили (栾志莉; 1973 г.р.) — китайская легкоатлетка.
- Луань Чжэнжун (栾正荣; 1974 г.р., Гирин) — китайская лыжница.
- Луань Чжэн (栾征; 1984 г.р.) — китайская гандболистка.

## Другое
- Луаньхэ — река в Хэбэй.
- Луаньсянь — уезд в Хэбэй.